# ريد فاكشن (لعبة فيديو)
ريد فاكشن هي لعبة فيديو تصويب منظور الشخص الأول، طورتها فوليشن، ونشرتها شركة تي إتش كيو، والتي أصدرتها في الأسواق عام 2001 على منصات بلاي ستيشن 2، ومايكروسوفت ويندوز، وهاتف نوكيا إن-غيج المحمول، وهي اللعبة الأولى في سلسلة ريد فاكشن.

## القصة وأسلوب اللعب
تقع أحداث هذه اللعبة على كوكب المريخ في أواخر القرن 21، أنت تتحكم بشخصية عامل المناجم "باركر"، الذي يساعد في قيادة التمرد ضد شركة أولتور (Ultor).  الميزة الأولى للعبة هي تقنية جيومود ("Geo-Mod")، وهي اختصار لـ "تعديل الهندسة"، والتي توفر بيئات قابلة للتدمير، مما يسمح للاعبب بتدمير أقسام معينة من المشهد في اللعبة. على سبيل المثال، بدلاً من فتح الباب، يمكن للاعب أن يفجر الصخور المحيطة به.

## إعادة الإصدار
تمت إعادة إصدار اللعبة الأصلية لمنصتي بلاي ستيشن 4 وبلاي ستيشن 5 عام 2016.